# Marco Schrettl
Marco Schrettl, né le 11 septembre 2003 à Münster, est un coureur cycliste autrichien. 

## Biographie
Marco Schrettl est originaire de Münster, une commune autrichienne située dans le Tyrol. Il pratique le vélo depuis son jeune âge. D'abord vététiste, il devient notamment champion national de la discipline dans les catégories de jeunes,. Il intègre ensuite la Team Auto Eder, une équipe junior liée à la formation Bora-Hansgrohe. Ce transfert l'amène à se consacrer davantage au cyclisme sur route. 
Lors de la saison 2021, il devient double champion national d'Autriche, dans la course en ligne et le contre-la-montre. Il se distingue également au niveau international en terminant quatrième du Tour du Valromey et huitième de la Course de la Paix juniors, où il montre ses qualités de grimpeur. La même année, il représente son pays aux championnats d'Europe et aux championnats du monde juniors. Après ses performances, il est recruté par la formation britannique Trinity Racing, qui forme de jeunes coureurs. 
En 2023, il revient en Autriche au sein de l'équipecontinentale Tirol-KTM. Sous ses nouvelles couleurs, il obtient de bons résultats dans des courses italiennes disputées sur des profils escarpés. Il finit ainsi deuxième du Grand Prix Industrie del Marmo, cinquième du Gran Premio Capodarco ou encore sixième du Gran Premio Palio del Recioto. En juin 2024, il est sacré champion d'Autriche sur route chez les espoirs.  
En mars 2025, il décroche sa première victoire internationale lors du Trophée de la ville de San Vendemiano. Toujours en Italie, il termine ensuite troisième du Giro del Belvedere et du Gran Premio Palio del Recioto.

## Palmarès et résultats

### Par année
- 2021
  -  Champion d'Autriche sur route juniors
  -  Champion d'Autriche du contre-la-montre juniors
- 2023
  - Hungerburg Classic
  - 2e du Grand Prix Industrie del Marmo
- 2024
  -  Champion d'Autriche sur route espoirs
  - 3e de l'Eröffnungsrennen Leonding
- 2025
  -  Champion d'Autriche sur route espoirs
  - Trophée de la ville de San Vendemiano
  - Orlen Nations Grand Prix
  - 3e de l'Eröffnungsrennen Leonding
  - 3e du Giro del Belvedere
  - 3e du Gran Premio Palio del Recioto

### Classements mondiaux
| Année                                 | 2023 | 2024 |
| ------------------------------------- | ---- | ---- |
| Classement mondial                    | 912e | 812e |
| UCI Europe Tour                       | 648e | nc   |
|                                       |      |      |
| Légende : nc = non classéSource : UCI |      |      |